# Жук (Буш-дю-Рон)
Жук (фр. Jouques) — коммуна на юго-востоке Франции в регионе Прованс — Альпы — Лазурный Берег, департамент Буш-дю-Рон, округ Экс-ан-Прованс, кантон Тре.
Площадь коммуны — 80,35 км², население — 3925 человек (2006) с выраженной тенденцией к росту: 4257 человек (2012), плотность населения — 53,0 чел/км².

## Население
Население коммуны в 2011 году составляло 4248 человек, а в 2012 году — 4257 человек.
| 1962 | 1968 | 1975 | 1982 | 1990 | 1999 | 2006 | 2008 | 2011 | 2012 |
| ---- | ---- | ---- | ---- | ---- | ---- | ---- | ---- | ---- | ---- |
| 1831 | 2047 | 2096 | 2238 | 3062 | 3262 | 3925 | 4089 | 4248 | 4257 |

Динамика населения:

## Экономика
В 2010 году из 2785 человек трудоспособного возраста (от 15 до 64 лет) 1963 были экономически активными, 822 — неактивными (показатель активности 70,5%, в 1999 году — 67,8%). Из 1963 активных трудоспособных жителей работали 1768 человек (963 мужчины и 805 женщин), 195 числились безработными (88 мужчин и 107 женщин). Среди 822 трудоспособных неактивных граждан 269 были учениками либо студентами, 258 — пенсионерами, а ещё 295 — были неактивны в силу других причин.
На протяжении 2010 года в коммуне числилось 1660 облагаемых налогом домохозяйств, в которых проживало 4220,0 человек. При этом медиана доходов составила 21 тысяча 355 евро на одного налогоплательщика.